# Orthoperus cribratus
Orthoperus cribratus är en skalbaggsart som beskrevs av Matthews 1899. Orthoperus cribratus ingår i släktet Orthoperus och familjen punktbaggar. Inga underarter finns listade i Catalogue of Life.